# Fenoverina
La fenoverina è un farmaco ad azione spasmolitica che si esplica soprattutto nei confronti delle fibre muscolari del tubo digerente, delle vie biliari e dell'utero.

Il farmaco ha un'attività tre volte superiore a quella della papaverina).

## Farmacocinetica
Dopo assunzione per via orale di 200 o 500 mg in soggetti sani, il farmaco viene ben assorbito dal tratto gastrointestinale e la concentrazione media plasmatica di picco (1,19 mg/l e 7,37 mg/l) si raggiunge a circa 2 e 3 ore dalla assunzione, rispettivamente.

L'emivita di eliminazione media è intorno alle 5-7 ore. Solo circa lo 0,1% del farmaco viene escreto come immodificato nelle urine entro 24 ore.

## Meccanismo di azione
Il meccanismo di azione della fenoverina sembra risiedere principalmente nella modulazione del gradiente degli ioni calcio attraverso la membrana cellulare.

Sebbene alcuni studi sugli animali abbiano indicato che la fenoverina inibisce gli effetti della acetilcolina, essa non presenta le proprietà classiche degli anticolinergici e di altri antagonisti dei recettori muscarinici. La fenoverina ha mostrato una lieve attività antagonista a livello dei recettori degli oppioidi.

## Usi clinici
La fenoverina trova impiego nel trattamento di alcune forme di colonpatie funzionali (colon spastico o sindrome del colon irritabile), di litiasi delle vie biliari, di coliche epatiche, di dismenorrea.

## Tossicità
La DL50 nel topo è di circa 1,50 g/kg per os e di circa 2,50 g/kg per i.p.

## Effetti collaterali ed avversi
In letteratura sono riportati casi (di rara osservazione) di rabdomiolisi, generalmente reversibile, ma che in alcuni casi ha condotto a sviluppare insufficienza renale.

Dato che sembra esistere una sorta di predisposizione individuale a sviluppare rabdomiolisi a seguito di assunzione di fenoverina, la presenza di dolori muscolari di cui non si conosce l'origine richiede l'immediata interruzione del trattamento e la ricerca di un eventuale aumento delle creatinfosfochinasi.

## Controindicazioni
Oltre che nel caso di ipersensibilità individuale la fenoverina è controindicata nei soggetti con grave depressione del sistema nervoso centrale, nelle gravi patologie cardiovascolari non compensate, nella depressione del midollo osseo.
Inoltre è controindicata nei soggetti affetti da malattia epatica (compresa la cirrosi, epatite acuta, epatite alcolica, cancro epatico, abuso cronico di alcol) e nella insufficienza renale.

## Dosi terapeutiche
La fenoverina viene somministrata per via orale. Nell'adulto la dose è di 300–600 mg/die in tre somministrazioni.